# سيسيل ألين
سيسيل ألين (بالإنجليزية: Cecil Allen)‏ (1 أغسطس 1914 بلفاست المملكة المتحدة لبريطانيا العظمى وأيرلندا - 11 مايو 2003 كولشيستر المملكة المتحدة) هو لاعب كرة قدم أيرلندي شمالي.

## روابط خارجية
- سيسيل ألين على موقع قاعدة بيانات كرة القدم.إي يو (الإنجليزية)
- سيسيل ألين على موقع ناشيونال فوتبول تيمز (الإنجليزية)